# اللغة الدرغينية
اللغة درغينية أو لغة دَرغَينْ : قالب:درغيني (بالروسية: Даргинский язык) هي لغة قوقازية بحتة. يتحدث بها ثاني أكبر قومية في داغستان. وهي إحدى اللغات الرسمية في جمهورية داغستان

## الكتابة الدرغينية
كانت كتابة اللغة الدرغينية كجميع اللغات الداغستانية تكتب بأحرف عربية مع تغير بسيط، حتى عام 1928 حيث تم استبدالها إلى الكيريلية.